# Saint-Memmie
Saint-Memmie è un comune francese di 5 417 abitanti situato nel dipartimento della Marna nella regione del Grand Est.

## Società

### Evoluzione demografica
Abitanti censiti

## Amministrazione

### Gemellaggi
- Chiesina Uzzanese